# 銀色

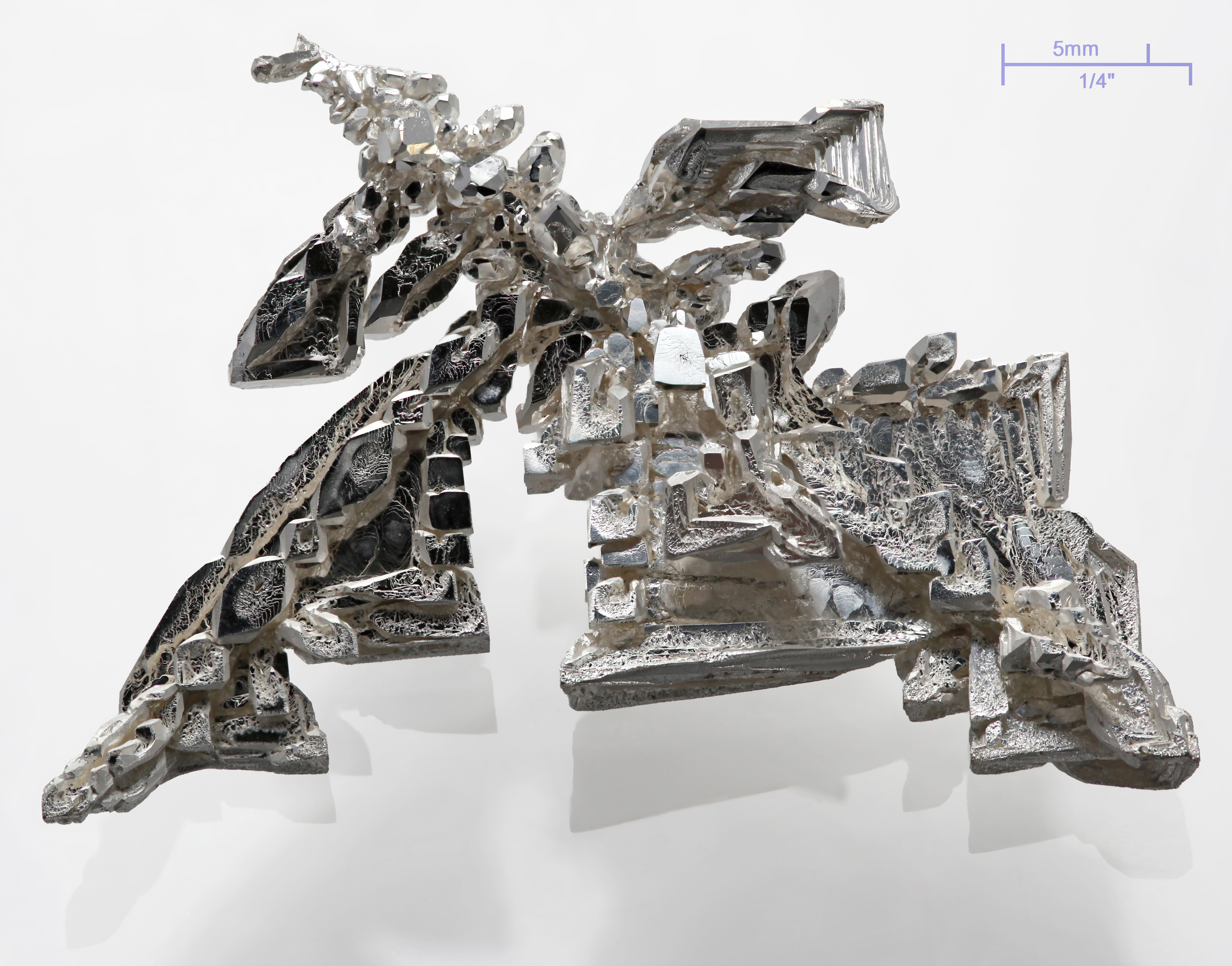
纯银结晶

銀色是一種近似銀的顏色。它並不是一種單色，而是漸變的灰色。

## 用途及象征意义
- 競賽中亞軍的獎牌為银牌。
- 銀色常與金色並同。（有時包括銅色）
- 有時象徵月亮。（月亮光芒令人聯想起銀色）
- 銀色是白銀的顏色，有崇拜與神秘的含義。
- 銀色在電阻色碼中代表-2（乘冪，不使用於數字）或10%（誤差）
- 用於物料上，可作保溫